# Žlíbky
Žlíbky (německy Röhrenberg, Röhrenhäuser) jsou zaniklá osada, část obce Horní Vltavice v okrese Prachatice v Jihočeském kraji. Leží 2,5 kilometru severně od městyse Strážný. Nacházejí se na jižním svahu Žlíbského vrchu (1133 metrů) v nadmořské výšce 930 metrů.

## Historie
První písemná zmínka o osadě pochází z roku 1720. V roce 1910 zde stálo 12 domů s 61 obyvatelem (všichni německé národnosti).
Přes Žlíbky procházela vimperská větev historické „solné“ Zlaté stezky.

## Současnost
Louky v prostoru bývalé osady jsou využívány jako obora pro chov daňků a jelenů. V osadě byly obnoveny kříž z roku 1840 a kaplička. Od roku 2006 je v blízkosti Žlíbků vyhlášena přírodní rezervace Hliniště, v roce 2009 pak přibyla přírodní rezervace Niva Kořenského potoka.

## Obyvatelstvo
| Rok            | 1869 | 1880 | 1890 | 1900 | 1910 | 1921 | 1930 | 1950 | 1961 | 1970 | 1980 | 1991 | 2001 | 2011 | 2021 |
| -------------- | ---- | ---- | ---- | ---- | ---- | ---- | ---- | ---- | ---- | ---- | ---- | ---- | ---- | ---- | ---- |
| Počet obyvatel | 338  | 285  | 236  | 250  | 224  | 211  | 217  | 0    | 0    | 0    | 0    | 0    | 0    | 0    | 0    |
| Počet domů     | 34   | 35   | 35   | 35   | 35   | 34   | 40   | 38   | 0    | 0    | 0    | 0    | 6    | 7    | 6    |

## Obecní správa
Při sčítání lidu v letech 1850–1879 Žlíbky byly osadou obce Vltavice v okrese Prachatice. V letech 1880–1960 byly osadou obce Horní Vltavice, se kterým patřila nejprve do okresu Prachatice, ale v roce 1950 v okrese Vimperk. V následujícím období byla osada úředně zrušena a jako část obce Horní Vltavice byla obnovena 15. února 2000 v okrese Prachatice.

## Galerie

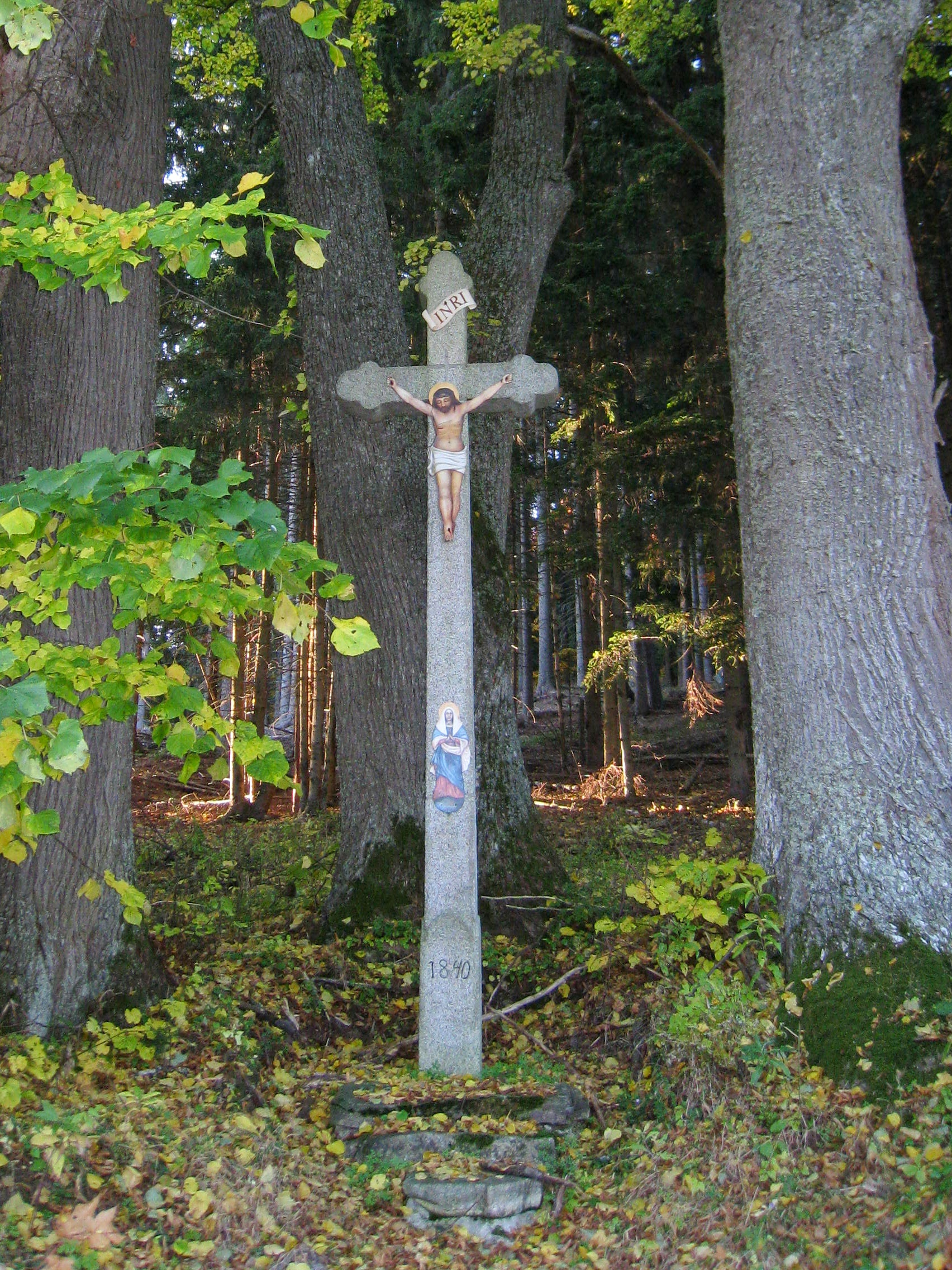
Kříž z roku 1840
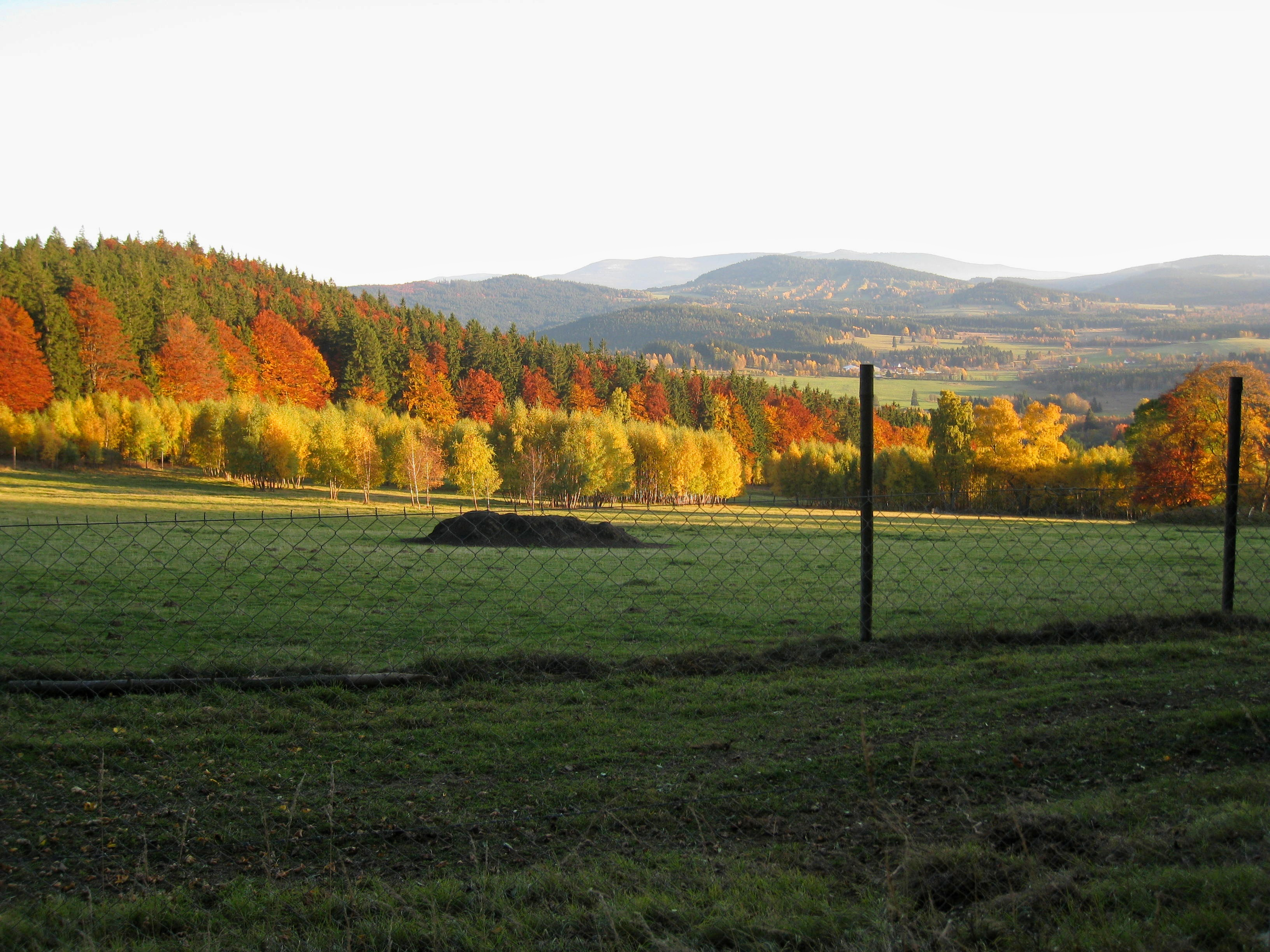
Osada stála na jihovýchodní straně Žlíbského vrchu, nyní je zde obora
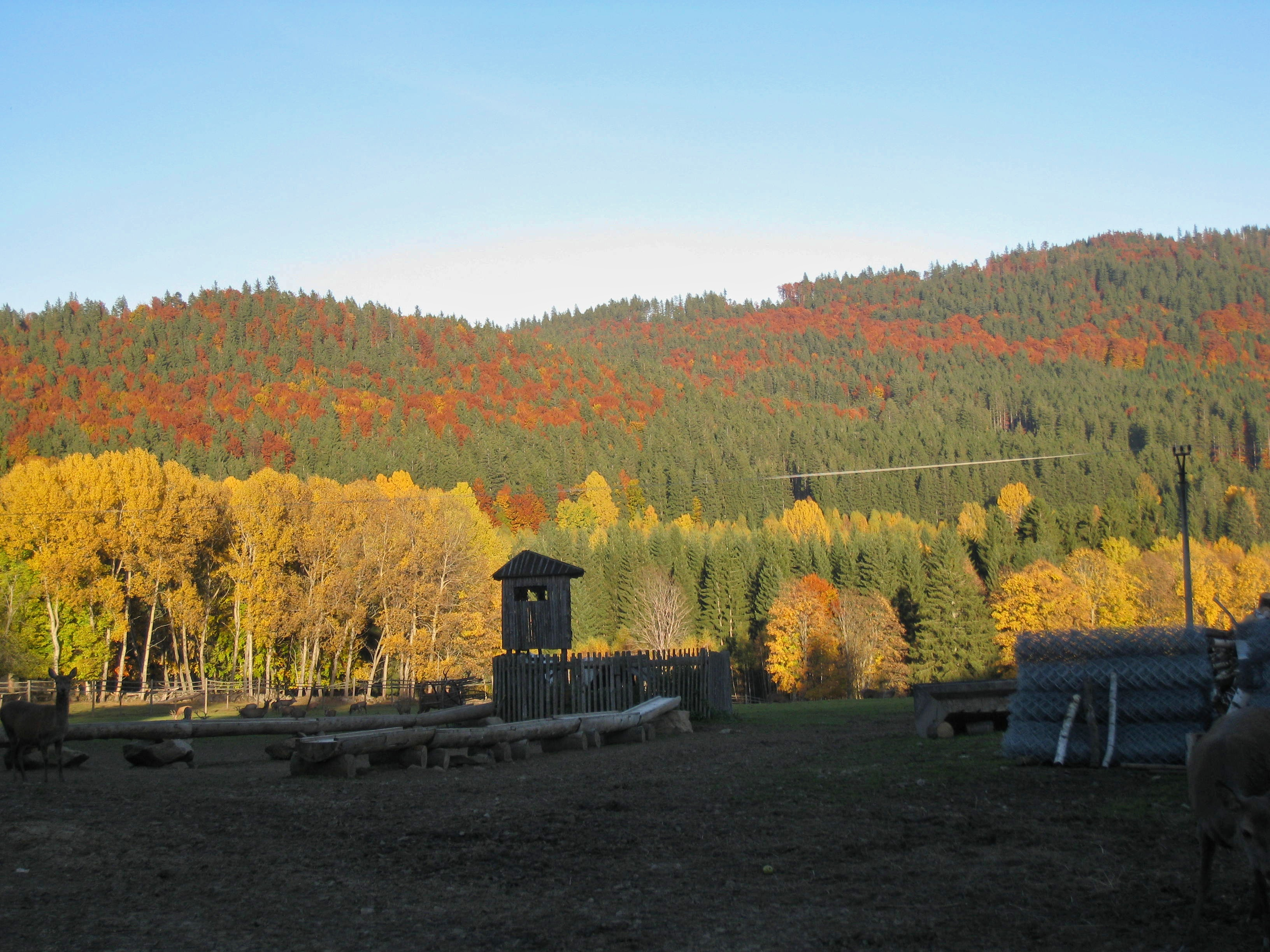
Obora pro jeleny a daňky
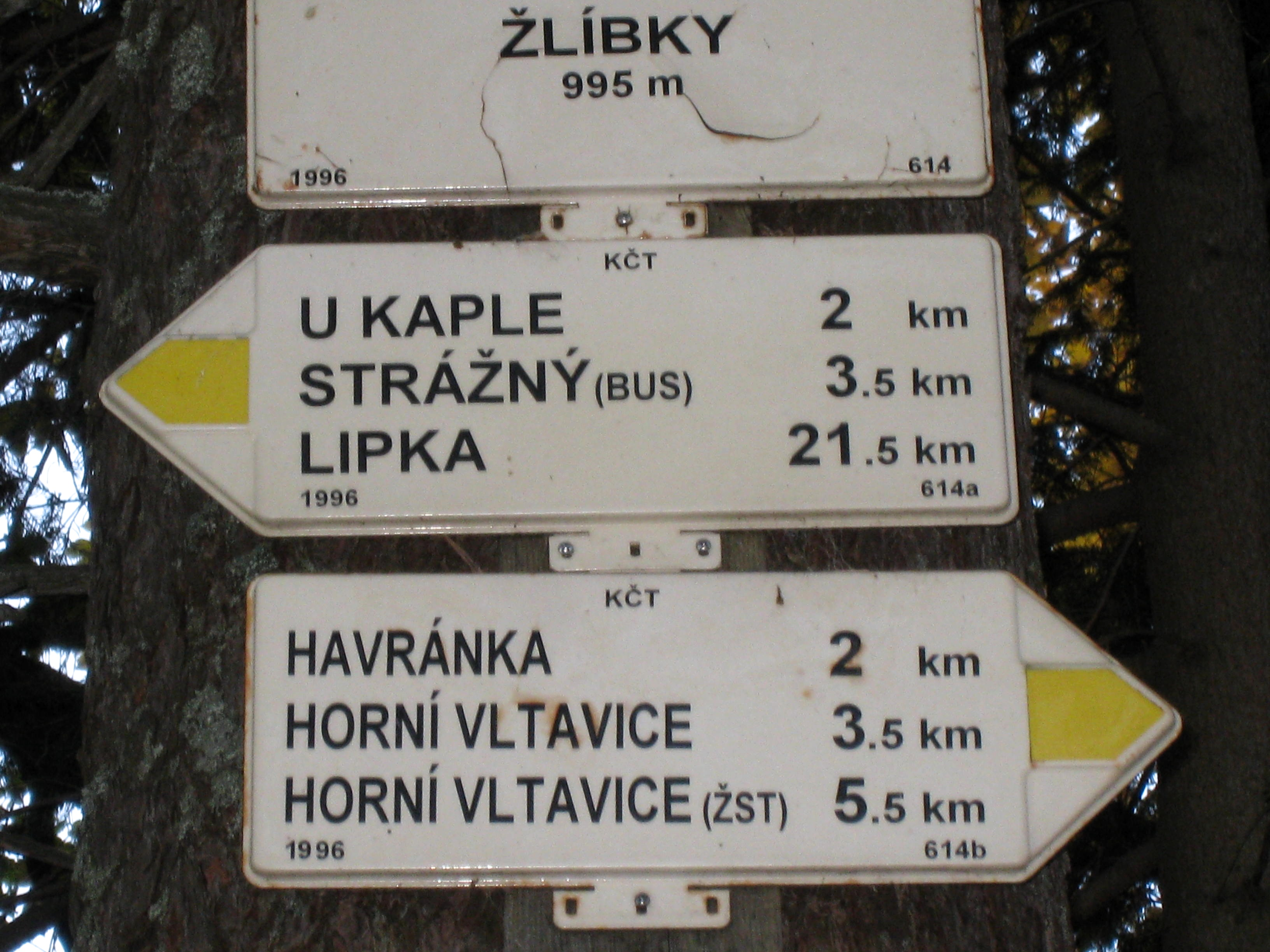
Rozcestník turistických tras